# Vasyl Stefanyk
Vasyl Semenovych Stefanyk (en ucraniano: Васи́ль Семе́нович Стефа́ник; 14 de mayo de 1871-7 de diciembre de 1936) fue un influyente escritor modernista y activista político ucraniano. Fue miembro del Parlamento austriaco de 1908 a 1918.

## Biografía

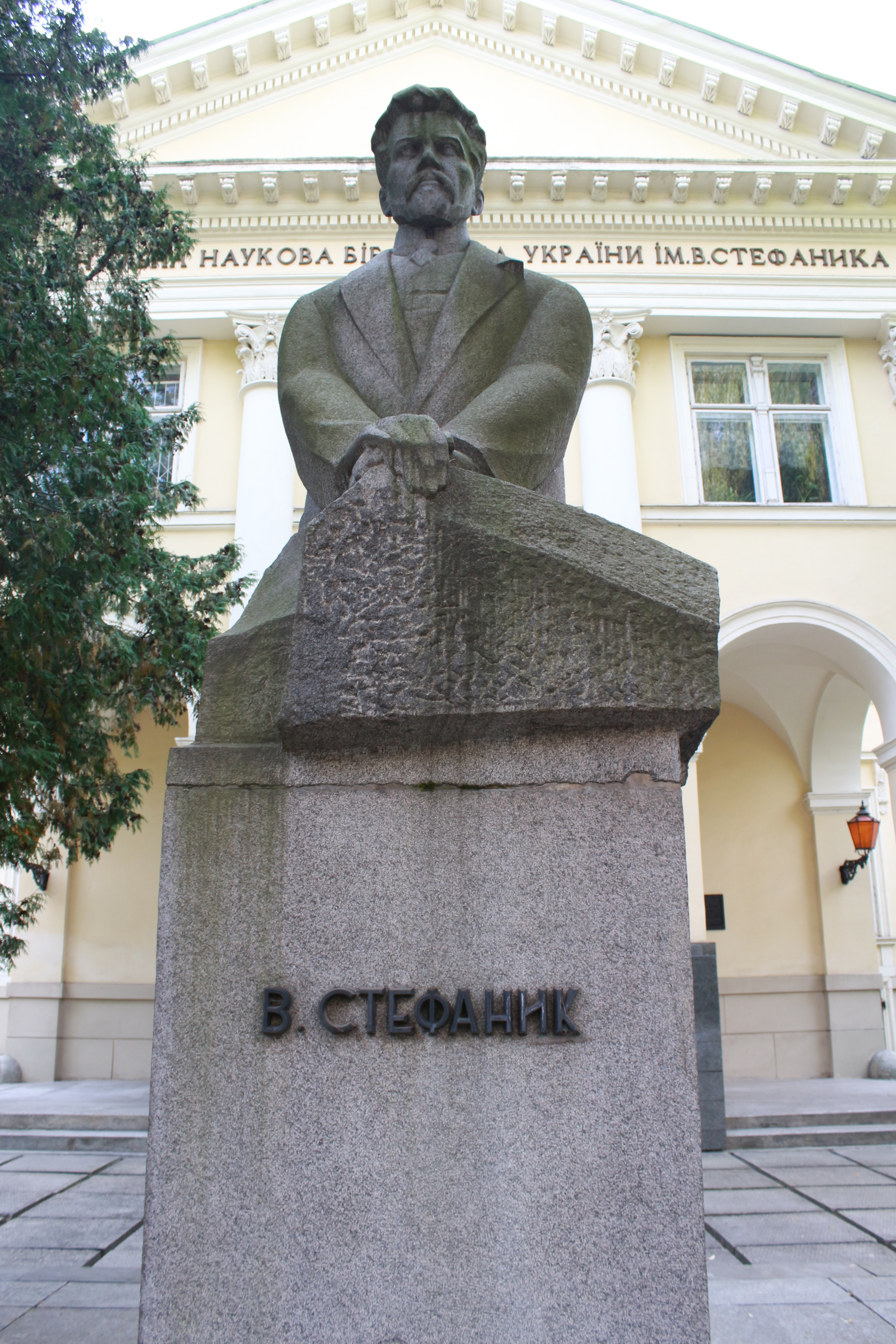
Monumento a Vasyl Stefanyk en Lviv

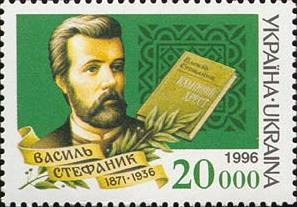
Stefanyk retratado en un sello ucraniano de 1996

### Primeros años
Vasyl Stefanyk nació el 14 de mayo de 1871 en el pueblo de Rusiv, en el seno de una familia de campesinos acomodados. Nació en la histórica región de Pokuttya, que entonces formaba parte de Austro-Hungría. Hoy forma parte del raión de Kolomyia, en la región de Ivano-Frankivsk. Murió el 7 de diciembre de 1936 en el mismo pueblo, Rusiv, que entonces formaba parte de Polonia.
La educación primaria de Stefanyk fue en la escuela de la ciudad de Sniatyn. Posteriormente estudió en los gimnasios polacos de Kolomyia y Drohóbych. Fue expulsado del gimnasio de Kolomyia por participar en un grupo revolucionario. Finalmente se graduó en el gimnasio de Drohobytsch y se matriculó en la Universidad de Cracovia en 1892.

## En la cultura
El "Libro Azul" de Stefanyk se reeditó en Ucrania en 1966 con el título "Las hojas de arce" en una edición profusamente ilustrada por Mykhaylo Turovsky.
Tres historias del "Libro Azul" fueron la base de la clásica película ucraniana de 1968 "La Cruz de Piedra", de Leonid Osyka.

## En el extranjero
Stefanyk se preocupó mucho por el destino de los inmigrantes ucranianos en Canadá y los mencionó a menudo en sus numerosos escritos. Uno de sus relatos, La cruz de piedra (Kaminnyi Khrest), (posteriormente llevado al cine) es un relato conmovedor de la partida de un inmigrante del pueblo natal de Stefanyk, Rusiv. El hombre en el que se basa murió en 1911, en Hilliard, Alberta.
El monumento que se erigió para conmemorar a Vasyl' Stefanyk se encuentra en la Villa del Patrimonio Cultural Ucraniano, al este de Edmonton, Alberta. Se trata de una estatua que fue un regalo de Ucrania a la Asociación de Canadienses Ucranianos Unidos. La estatua fue esculpida por W. Skolozdra en 1971 para conmemorar el centenario de Vasyl Stefanyk.